# Teofil Glück
Samuel Teofil Michał Glück, Theophil Glück (ur. 31 grudnia 1824 w Krakowie, zm. 1884) – rumuński lekarz żydowskiego pochodzenia, dyplomata.

## Życiorys
Urodził się w rodzinie żydowskiej, jako syn Abrahama Mosesa Glücka i Lai Dwory Landau. W 1851 roku uzyskał tytuł magistra chirurgii na Uniwersytecie Jagiellońskim. W tym samym roku opuścił Kraków i udał się do Mołdawii, gdzie praktykował jako lekarz wojskowy. W 1859 mianowany lekarzem nadwornym pułkownika Aleksandra Cuzy. W 1861 przyznano mu obywatelstwo rumuńskie. Kierował szpitalem Colentina, a potem szpitalem Brincoveanu. W 1864 został członkiem Najwyższej Rady Lekarskiej. Zmarł wskutek choroby, którą zaraził się w siedmiogrodzkim uzdrowisku Mehadia.
Żonaty z Dorotheą Behrens (1826–1911). Ich synem był niemiecki torakochirurg Themistokles Gluck (1853–1942).